# Iglesia de la Anunciación (Maracena)
La iglesia de la Anunciación es una iglesia de la ciudad española de Maracena, en la provincia de Granada.

## Historia
Fue levantada en el siglo XVI, tras la conquista de Granada. En el siglo XVIII fue bastante reformada. Hasta el siglo XIX albergaba el camposanto que, tras las pestes del XVIII, y con la desamortización pasó al camino de Albolote.

## Descripción
Es de estilo mudéjar, planta de cajón, tres naves, separadas por arcos de medio punto apoyados sobre pilastras, la central cubierta por una armadura mudéjar.
La capilla mayor se sitúa tras un arco de medio punto, está cubierto por una armadura mudéjar ochavada de rica decoración geométrica.
El altar mayor cuenta por partes de Diego de Siloé.
El templo posee dos accesos, uno lateral y otro principal, al inicio de la nave, sobre el que se sitúa un coro elevado de poco interés artístico. La torre, de cinco cuerpos, se sitúa en su cabecera.